# Unbefleckte Empfängnis Mariä (Höllstein)

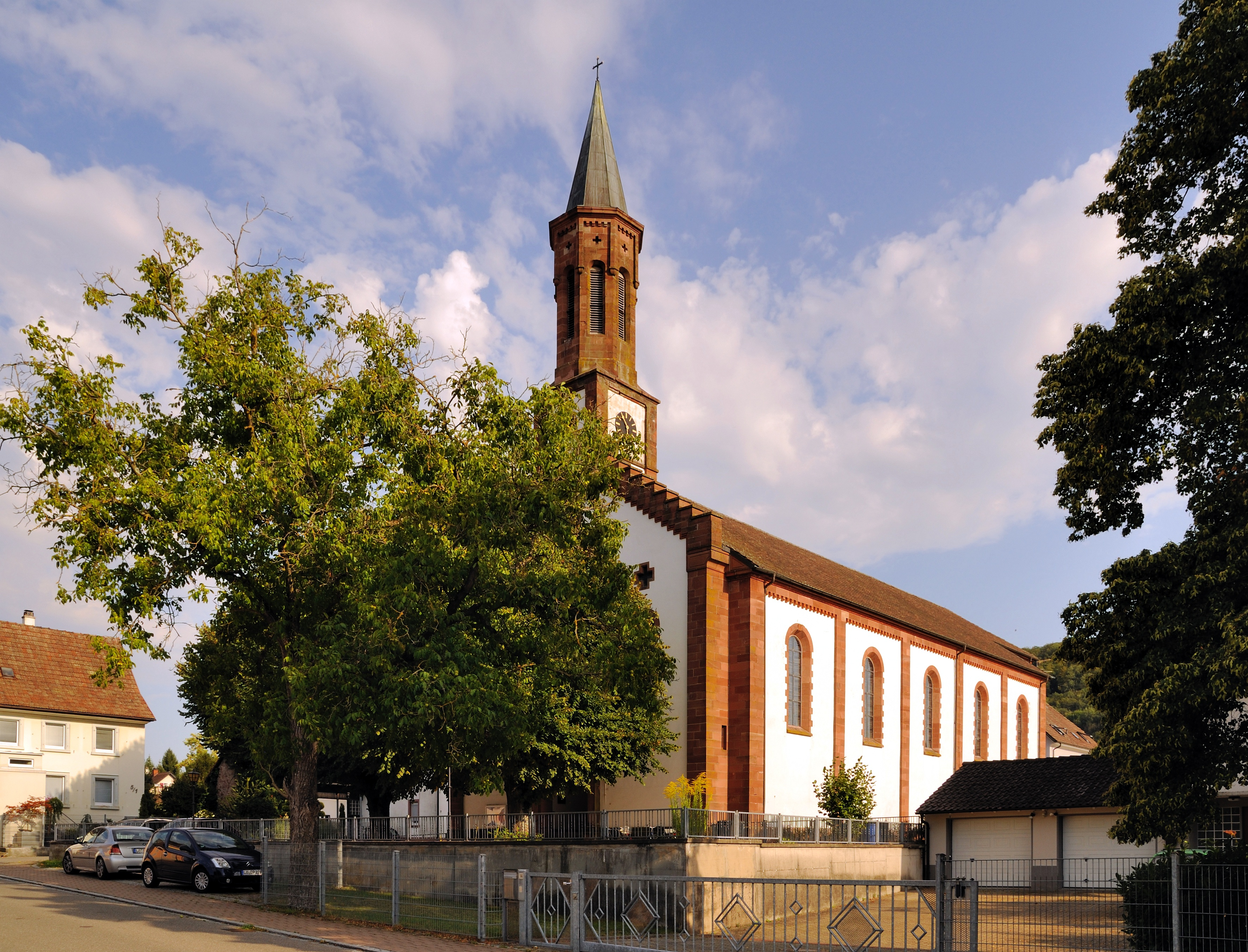
Pfarrkirche Unbefleckte Empfängnis Mariä in Steinen

Die  Pfarrkirche Unbefleckte Empfängnis Mariä im Ortsteil Höllstein der Gemeinde Steinen wurde in den 1860er Jahren errichtet. Sie entstand mit der steigenden Zahl an Katholiken, blieb jedoch einziges römisch-katholisches Gotteshaus in der Gemeinde Steinen und seinen Teilorten. Die Kirche gehört zur katholischen Kirchengemeinde Mittleres Wiesental im Dekanat Wiesental der Erzdiözese Freiburg.

## Geschichte
Bis zur Mitte des 19. Jahrhunderts mussten Katholiken Gottesdienste in Zell im Wiesental oder Lörrach besuchen. 1840 erhielten sie die Erlaubnis in der Evangelischen Kirche Höllstein vorübergehend ihre Sonntagsgottesdienste abzuhalten. 1848 wurde zusätzlich die Evangelische Kirche in Eichen mitbenutzt, die damals zu einer Filialkirche erklärt wurde. Zunehmende Streitigkeiten führten dazu, dass die Höllsteiner Gemeinde bestrebt war, eine eigene Kirche zu errichten. Bereits 1858 wurden Pläne angefertigt, die der Freiburger Architekt Lukas Engesser in den Jahren 1865 bis 1866 verwirklichte. Den Neubau maßgeblich vorangetrieben hat der Theologieprofessor Alban Stolz. Am 8. Dezember 1866 fand die Weihe der Kirche statt.
In den Folgejahren kamen nach und nach Ausstattungsgegenstände hinzu, so im Jahr 1870 die Kanzel und 1873 die drei Altäre. 1890, 1914 und 1938 wurde die Kirche renoviert. Mit der Erhebung zur selbstständigen Pfarrei 1902 gehörten zu Höllstein auch die Orte Steinen, Maulburg, Hägelberg, Hüsingen, Weitenau, Schlächtenhaus und Endenburg dazu.
In den 60er Jahren wurde die Kirche umfassend renoviert, dabei wurde der Innenraum gemäß den Vorstellungen des Zweiten Vatikanischen Konzils umgestaltet. Bei einer weiteren Renovierung 1992 bis 1995 wurde die flache Decke eingezogen. In den Jahren 2018 bis 2020 wurde der Turm saniert und der Innenraum erneut erheblich umgestaltet. Der Gemeinderaum orientiert sich nicht mehr zum ursprünglichen Chor hin, sondern ist wie in einer Querkirche zu einem neuen Altarbereich an der südlichen Längswand ausgerichtet.

## Beschreibung

### Kirchenbau

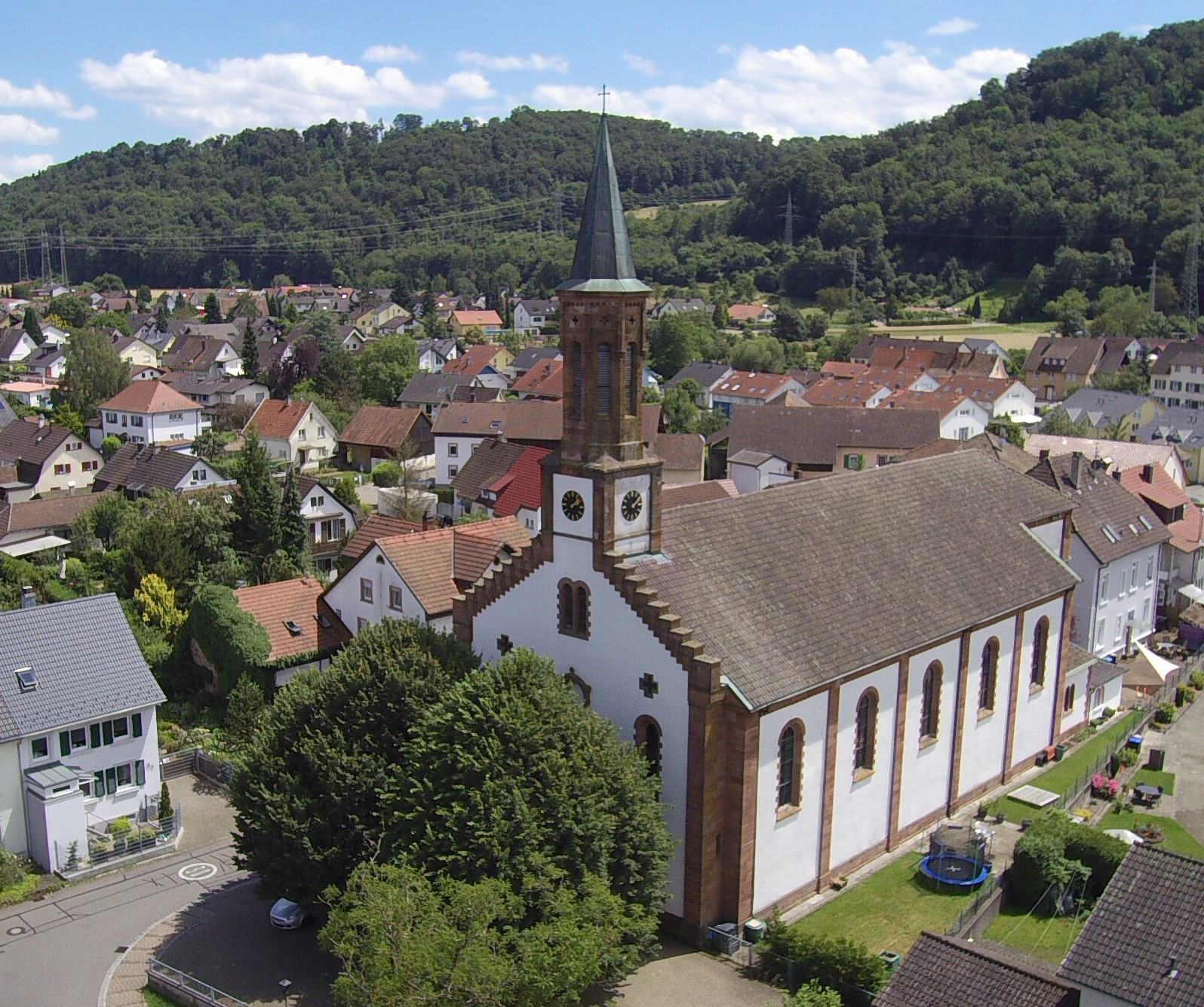
Luftbild der Kirche

Die Pfarrkirche Unbefleckte Empfängnis Mariä steht unweit der B 317 im Ortsteil Höllstein. Das Gotteshaus besteht aus einem einschiffigen, rechteckigen Saalbau, an dessen Längsseiten sich je fünf rundbogige, hohe Fenster befinden. Das Langhaus ist mit einem Satteldach bedeckt. An der Westfassade, wo sich auch das rundbogige Hauptportal befindet, ist der Giebel als Staffelgiebel ausgeführt. An der Nordseite des Langhauses befindet sich ein zusätzliches Seitenportal. Über dem westlichen Dachende erhebt sich ein quadratischer Dachreiter, der sich darüber achteckig fortsetzt und mit einem schlanken Pyramidendach und einem Kreuz an seiner Spitze abschließt. Im unteren kubischen Teil des Dachreiters befinden sich auf jeder Seite Zifferblätter der Turmuhr. Im achteckigen Teil mit dem Glockenstuhl befinden sich hohe, rundbogige Klangarkaden.

### Innenraum und Ausstattung

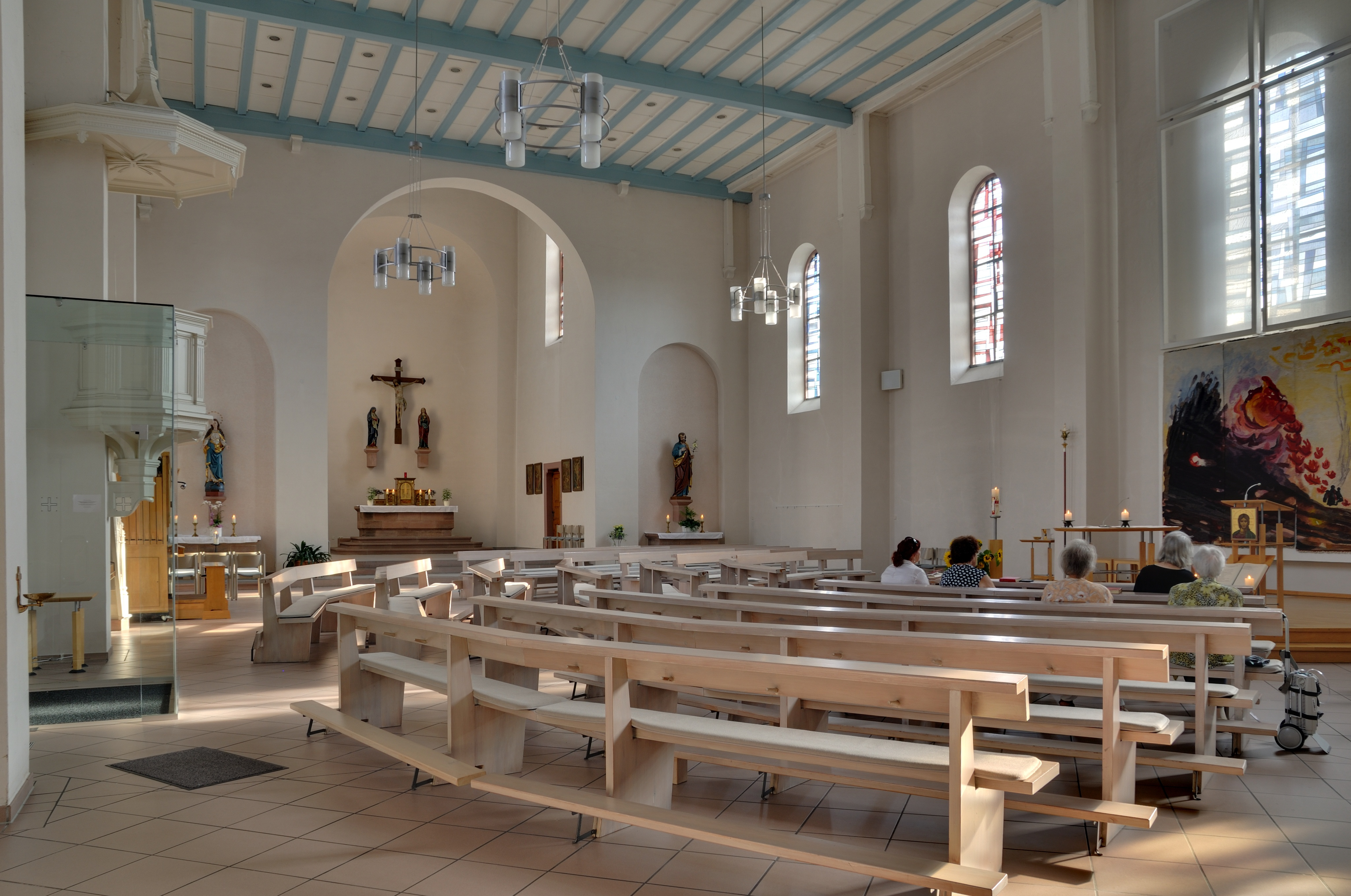
Innenraum, neu seit 2020

Im Innenraum ist eine flache Decke eingezogen. Der Gottesdienstraum ist – entgegen der sonst üblichen Weise – quer zur Langhausrichtung ausgerichtet: der Altar befindet sich an der Südseite des Langhauses; die Kirchenbänke für die Gottesdienstbesucher sind dazu in einem Kreissegment um den nur zwei Stufen erhöhten Zelebrationsaltar herum platziert. An der Ostwand befindet sich der Chor, der vom Langhaus durch einen Triumphbogen getrennt ist. An der Nordwand steht ein Orgelpositiv. Auf der Empore ist die Hauptorgel aufgestellt.

### Glocken und Orgel

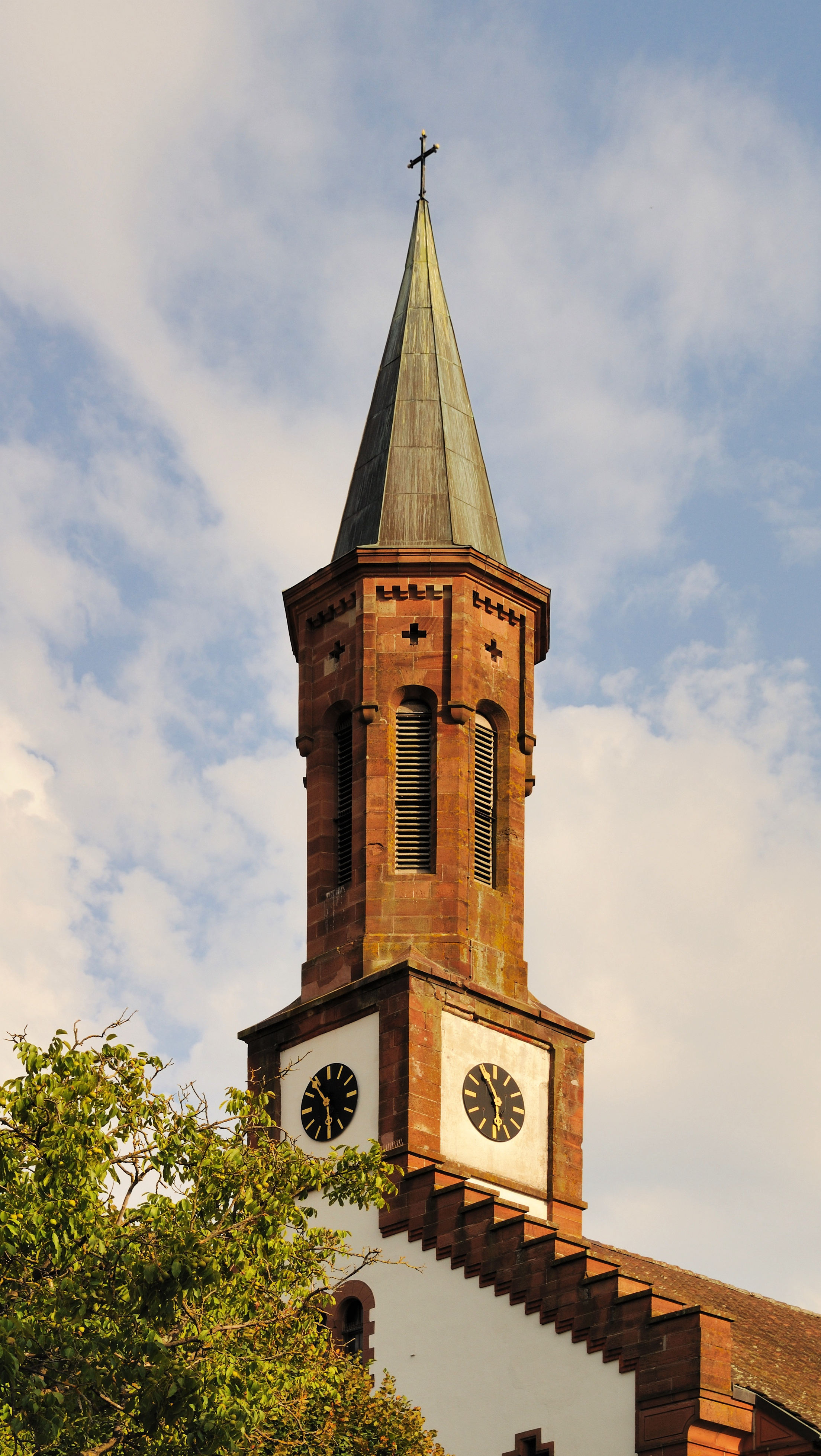
Glockenturm

- Das erste Geläut der Kirche goss 1868 die Werkstatt von Carl Rosenlächer. Zwei der drei Glocken mussten 1917 infolge des Ersten Weltkrieges abgegeben werden. Die übrig gebliebene Glocke befindet sich heute in der Kirche, wird aber nicht mehr eingesetzt. 1921 wurde das Geläut ersetzt, aber wegen des Zweiten Weltkrieges mussten wiederum Glocken abgegeben werden. Das heutige dreistimmige Geläut im Tedeum-Motiv wurde 1964 von F. W. Schilling, Heidelberg gegossen und setzt sich wie folgt zusammen:[2]

| Glocke | Name              | Durchmesser | Gewicht | Schlagton |
| ------ | ----------------- | ----------- | ------- | --------- |
| 1      | Marienglocke      | 805 mm      | 347 kg  | h′+4      |
| 2      | St.-Josefs-Glocke | 710 mm      | 244 kg  | d″+6      |
| 3      | St.-Alban-Glocke  | 632 mm      | 165 kg  | e″+4      |
- Die erste Orgel wurde 1871 als gebrauchtes Instrument in Wehr gekauft und bis 1904 benutzt. Die neue Orgel aus der Werkstatt von Friedrich Wilhelm Schwarz arbeitet mit Kegelladen und pneumatischer Spiel- und Registertraktur und verfügt über zwei Manuale, ein Pedal und 16 Register.[3] 1974 wurde das Instrument von der Manufaktur Mönch & Prachtel, ebenfalls Überlingen, umdisponiert. 2020 wurde das Werk renoviert.

Zusätzlich wurde nach 1990 ein fahrbares Positiv gebraucht erworben. Es wurde 1957 von der Orgelwerkstatt Gebrüder Späth, Mengen-Entenach, als Opus 652 für die katholische Kirche St. Gertrud in Winterlingen gebaut. Das Instrument hat sechs Register.